# Shin Young-rok
Shin Young-rok (27 de março de 1987) é um futebolista profissional sul-coreano que atua como atacante.

## Carreira
Shin Young-rok representou a Seleção Sul-Coreana de Futebol nas Olimpíadas de 2008.